# Riemerelóza drůbeže
Riemerelóza drůbeže (syn. infekční serozitida kachen a husí) je bakteriální onemocnění kachen, husí, krůt a jiných druhů ptáků, vyvolávané bakterií Riemerella anatipestifer. Vyskytuje se ve formě akutní nebo chronické septikémie, charakterizované fibrinózní perikarditidou, perihepatitidou (zánět jaterního pouzdra), zánětem vzdušných vaků, kaseózní (sýrovitou) salpingitidou (zánět vejcovodu) a meningitidou. Ekonomické ztráty způsobuje v důsledku zvýšené mortality, poklesu hmotnostních přírůstků a konfiskací drůbeže na porážce. V chovech kachen s perzistující infekcí může akutní forma nemoci probíhat až se 75% mortalitou.

## Historie a výskyt
Onemocnění bylo poprvé zjištěno v roce 1932 u bílých pekingských kachen v Long Islandu (USA) a nazváno „new duck disease“. O 6 let později byla podobná nemoc popsána u komerčních kachen v Illinois pod názvem „duck septicemia“. Na základě srovnávacích patologických studií navrhli Dougherty et al. (1955) její označení jako „infekční serozitida“. Vzhledem k podobnosti makroskopických změn s jinými infekcemi doporučil Leibovitz (1972) označovat nemoc vyvolávanou Riemerella anatipestifer jako „Riemerella anatipestifer infection“.
Klinické příznaky i pitevní nálezy odpovídající serozitidě (zánět serózní blány) kachen byly pozorovány také u husí; onemocnění bylo považováno za influenzu hus (septicaemia anserum exsudativa) a původce byl označen jako Pasteurella septicaemiae. „Influenza hus“ je dnes také považována ze reimerelózu, vzhledem k identickým vlastnostem bakterií Pasteurella septicaemiae a Riemerella anatipestifer.
Riemerelóza je celosvětově rozšířená a je zaznamenáváno zejména v zemích s intenzivními chovy kachen.

## Příčiny nemoci (etiologie)

### Klasifikace
Příčinná bakterie byla izolována a charakterizována Hendricksonem a Hilbertem (1932) jako Pfeifferella anatipestifer. Bruner a Fabricant (1954) porovnali její vlastnosti s vlastnostmi bakterií rodů Brucella, Pasteurella, Moraxella, Actinobacillus a Haemophilus a zjistili její větší příbuznost s rodem Moraxella spp. Navrhli proto změnu názvu na Moraxella anatipestifer. V Bergeyově manuálu (7. až 9. edice z let 1957-1984) byl původce serozitidy kachen označován jako Pasteurella anatipestifer. Na základě dalších fenotypických studií a molekulárně biologických analýz navrhli Segers et al. (1993) vytvoření samostatného rodu Riemerella a původce označovat jako Riemerella anatipestifer.

### Morfologie a kultivace
Riemerella anatipestifer je gramnegativní, nepohyblivá a nefermentující tyčinka, široká 0,2-0,4 µm a dlouhá 1-5 µm. Je opouzdřená, spory netvoří. V zorném poli se vyskytuje jednotlivě, v párech nebo občas v krátkých řetízcích. Při barvení podle Wrighta se hodně buněk barví bipolárně.
Bakterie roste v mikroaerobním prostředí (5-10 % CO2) na krevním, čokoládovém nebo tryptózo-sójovémagaru s přídavkem 0,05 % kvasničného extraktu a 5 % novorozeneckého telecího séra. Po 24hodinové inkubaci při 37 °C na krevním nebo čokoládovém agaru vznikají kolonie velikosti 1–2 mm v průměru, které jsou konvexní, průhledné, lesklé a zapáchající po másle. Některé kmeny rostou na pevných půdách v hlenovitých koloniích.

### Biochemické a antigenní vlastnosti
Cukry nezkvašuje, zkapalňuje želatinu a vyvolává mírně alkalickou reakci v lakmusovém mléku. Produkuje oxidázu, katalázu a fosfatázu. Netvoří indol ani sirovodík, je ureáza negativní. Nitráty neredukuje a škrob není hydrolyzován. Neroste na MacConkeově agaru a nehemolyzuje krevní agar.
Sérotypizace R. anatipestifer se provádí aglutinací a precipitací v agarovém gelu. Oba testy detekují povrchové antigeny, kterými jsou asi polysacharidy. Sklíčková aglutinace je rychlá a dostatečně citlivá. Zkumavkové aglutinaci se dává přednost před precipitací (kvantifikace protilátek). Doposud bylo identifikováno a popsáno 19 sérotypů R. anatipestifer (1-19). Všechny sérotypy reagují specificky, s výjimkou sérotypu 5, který částečně křížově reaguje se sérotypy 2 a 9. V Evropě jsou časté sérotypy 1-3, v USA 1, 2 a 5, v Austrálii sérotyp 3.
Odolnost v prostředí není dostatečně známa, předpokládá se poměrně malá odolnost. Ve vodovodní vodě přežívá 13 dní a v podestýlce u krůt 27 dní.

## Vznik a šíření nemoci (epizootologie)

### Hostitel
Riemerelóza je primárně nemoc domestikovaných kachen. Nejvnímavější jsou kachňata ve věku 1-8 týdnů. Kachňata mladší pod 5 týdnů obvykle uhynou za 1-2 dny po objevení klinických příznaků; starší přežívají déle. V rozmnožovacích chovech se onemocnění vyskytuje méně často v porovnání s výkrmem. Přirozený výskyt nemoci byl také popsán u husí a krůt. R. anatipestifer je považováno za potenciálně patogenní pro domestikované krůty. Infekce byla také prokázána u bažantů,kura domácího, perliček, křepelek, koroptví, papoušků a volně žijících vodních ptáků. Holubi, králíci amyši jsou k infekci refrakterní; morčata uhynou až po inokulaci vysokých dávek aplikovaných intraperitoneálně.

### Přenos
Zdrojem infekce je především latentně infikovaná dospělá chovná drůbež. K přenosu dochází horizontálně přímým kontaktem mezi zvířaty (pravděpodobně respirační cestou), poraněnou kůži, zejména na chodidlech, nebo nepřímo kontaminovanou pitnou vodou, podestýlkou či jinými živými (členovci) či neživými vektory. Nález R. anatipestifer v husích vejcích dovoluje předpokládat i vertikální přenos. Vznik a průběh onemocnění závisejí na počtu a virulenci přijatých bakterií, na způsobu infekce a na věku hostitele.

## Projevy nemoci (symptomatologie)
Inkubační doba se pohybuje v rozmezí 2-12 dní.

### Klinika
Většinou onemocní mladá zvířata ve věku 2-8 týdnů, zřídka do 10. týdne věku; průběh může být perakutní nebo akutní. U starších zvířat bývá průběh protrahovaný až chronický. Mortalita se většinou pohybuje mezi 1-10 %, jen zřídka i více. Vysoká mortalita byla také pozorována v chovech krůt ve věku 6-15 týdnů. Nemoc v hejnu zpravidla trvá 2-4 týdny. Nevhodné zoohygienické podmínky a jiné konkurentní infekce představují predispoziční faktory pro vznik nemoci.
Při perakutním průběhu (zpravidla kachňata do 2. týdne věku) se pozorují rychlé úhyny během 24 hodin. Při akutním průběhu se zjišťuje otupělost, respirační příznaky (kašel a kýchání, séromukózní výtok z nosu a očí, sinusitida), konjunktivitida, nazelenalý průjem. Kromě příznaků poškození CNS (tremor hlavy a krku, plovací pohyby končetin při poloze na zádech) se mohou vyskytovat i pohybové poruchy, způsobené exsudativním zánětem kloubů. Zvířata hynou v kómatu. Při subakutním až chronickém průběhu dochází k dehydrataci, vyhublosti a poruchám růstu.

### Imunita
Rekonvalescentní kachňata získávají rezistenci k následné infekci. Toho se využívá při aktivní imunizací chovných kachen, které pak předávají transovariálně protilátky na svoje potomstvo. Pasivní chráněnost kachňat trvá asi 2 týdny.

## Diagnostika
Předběžná diagnóza se stanovuje na základě klinických příznaků a pitevního nálezu; pro konečnou diagnózu je nezbytná izolace a identifikaci příčinného agens.
Diferenciální diagnostika. Riemerelózu je nutné odlišit od jiných septikemicky probíhajících onemocnění vyvolávaných např. Pasteurella multocida, E. coli a Streptococcus faecium. Kachňata infikovaná salmonelami mohou mít podobné nervové příznaky jako při infekci R. anatipestifer. Jelikož tito původci vytvářejí nerozlišitelné patologické změny od riemerelózy, diagnóza musí zahrnovat izolaci a identifikaci kauzálního agens. Diferencovat je také třeba chlamydiózu, zejména u krůt, a také v oblastech, kde je chlamydióza problémem. Z dalších nemocí přicházejí do úvahy virová hepatitida kachen, herpesvirová enteritida kachen, influenza, kokcidióza a mykotoxikózy.

## Terapie a prevence
K léčbě kachen infikovaných R. anatipestifer byla použita řada sulfonamidů a antibiotik s různým stupněm úspěšnosti. Ošetření je nejlépe provádět před vznikem onemocnění nebo bezprostředně po výskytu prvních příznaků nemoci. Přesto nelze po ukončení léčby vyloučit další výskyty riemerelózy.
Prevence zahrnuje všeobecná zoohygienická opatření (turnusový chov, dezinfekce objektů a asanace prostředí) a aktivní imunizaci ohrožených zvířat. Profylakticky se používá opakovaná imunizace chovných zvířat inaktivovanou vakcínou (chrání pouze proti homologním sérotypům) nebo živou vakcínou (USA). Jelikož imunita indukovaná bakteriny je sérotypově specifická, měla by vakcína obsahovat bakterie převládajícího sérotypu v dané oblasti. Výkrmová kachňata se vakcinují ve věku 2-3 týdnů a jsou chráněna až do doby porážky. Při použití olejových vakcín mohou vznikat v místě vpichu nežádoucí reakce. Živé vakcíny se aplikují kachňatům pitnou vodou nebo jako aerosol a zajišťují imunitu trvající minimálně 42 dní po vakcinaci. Jsou avirulentní i pro 1denní kachňata.